# فيليب شاترير
فيليب شاترير (بالفرنسية: Philippe Chatrier)‏ مواليد 2 فبراير 1926 في كريتاي - الوفاة 22 يونيو 2000 في فرنسا، كان لاعب كرة مضرب فرنسي بدأ مسيرته كمحترف سنة 1947، اعتزل اللعب في 1960.

## روابط خارجية
- فيليب شاترير على موقع رابطة محترفي التنس (الإنجليزية)
- فيليب شاترير على موقع كأس ديفيز (الإنجليزية)
- فيليب شاترير على موقع قاعة مشاهير كرة المضرب الدولية (الإنجليزية)
- فيليب شاترير على موقع بطولة ويمبلدون (الإنجليزية)
- فيليب شاترير على موقع أوليمبيديا (الإنجليزية)